# Keakamahana
Keakamāhana (o. 1615. – 1665.) bila je vladarica Havaja. Vladala je od 1635. do svoje smrti.
Njezin je otac bio kralj Keakealanikane, 18. vladar otoka. Naslijedila ga je i udala se za poglavicu zvanog Iwikauikaua. 
Keakamāhana je rođena na Havajima, ali je odgojena na Kauaiju jer je smatrana svetom ličnošću.
Počela je vladati 1635., naslijedivši oca. Njena palača je bila na plaži Hōlualoa.
Naslijedila ju je kći Keakealaniwahine.
Bila je baka kralja Keaweʻīkekahialiʻiokamokua i kraljice Kalanikauleleiaiwi, pretkinja kralja Kamehamehe I. Velikog.